# Chaleponcus hereroinus
Chaleponcus hereroinus är en mångfotingart som först beskrevs av Carl Graf Attems 1922.  Chaleponcus hereroinus ingår i släktet Chaleponcus och familjen Odontopygidae. Inga underarter finns listade i Catalogue of Life.